# Luidia amurensis
Luidia amurensis är en sjöstjärneart som beskrevs av Doderlein 1920. Luidia amurensis ingår i släktet Luidia och familjen sprödsjöstjärnor. Inga underarter finns listade i Catalogue of Life.